# 666 (bande dessinée)
Pour les articles homonymes, voir 666 (homonymie).
666 est une série de bande dessinée sur le thème du combat des forces catholiques contre le Démon et ses acolytes. Écrite par François Marcela-Froideval, dessinée par Franck Tacito et colorisée par Jean-Jacques Chagnaud, ses six volumes ont été publiés entre 1993 et 2000 par Zenda.

## Synopsis
666 raconte les aventures d'un prêtre peu conventionnel, le révérend Carmody, plus adepte du pistolet que de l'hostie. Une conjonction planétaire attendue depuis des millénaires par Lucifer s'est enfin produite, ouvrant les portes de l'enfer. Sur l'ordre du Diable sa fille Lilith et ses troupes infernales, profitant d'une porte dimensionnelle, tentent d'envahir notre dimension. Mais c'est compter sans Carmody et sa détermination sans faille ; sous sa direction les Nations unies et toutes les religions du monde tentent d'enrayer l'invasion. Cependant, l'appui de l'armée du Vatican, et même des autorités religieuses juives suffiront-elles à Carmody pour endiguer l'invasion démoniaque ? L'invasion est d'abord arrêtée puis repoussée, mais Lilith lance une offensive désespérée.

## Analyse
Il s'agit d'une bande dessinée à l'humour décalé fortement appréciée des amateurs de jeu de rôle (tout comme d'autres ouvrages de Froideval, comme Chroniques de la Lune Noire ou d'autres auteurs, comme De cape et de crocs).

## Albums
- 666, Zenda, coll. « Fantasy » :

1. Ante demonium (Avant le démon) 1993  (ISBN 2-87687-119-X).
2. Allegro demonio (Allegro démoniaque) 1994  (ISBN 2-87687-154-8).
3. Demonio fortissimo (Démon fortissimo) 1996  (ISBN 2-7234-1926-6).
4. Lilith imperatrix mundi (jeu de mots sur Fortuna Imperatrix Mundi, les deux mouvements introductifs de la version de Carl Orff des Carmina Burana) 1997  (ISBN 2-7234-2284-4).
5. Atomik requiem (1998  (ISBN 2-7234-2551-7).
6. Missa dicta est (La messe est dite) 2000  (ISBN 2-7234-2889-3).

## Produits dérivés
Les mêmes auteurs ont créé une suite, 6666, publiée à partir de 2004.